# Lanhouarneau
Lanhouarneau è un comune francese di 1 305 abitanti situato nel dipartimento del Finistère nella regione della Bretagna.

## Società

### Evoluzione demografica
Abitanti censiti